# Poemenia thoracica
Poemenia thoracica är en stekelart som först beskrevs av Cresson 1879.  Poemenia thoracica ingår i släktet Poemenia och familjen brokparasitsteklar. Inga underarter finns listade i Catalogue of Life.